# André Mollet (Gartenarchitekt)
André Mollet (* um 1600; † 7. Juni 1665 in London) war ein Gärtner und Gartenarchitekt französischer Herkunft. Er verfasste ein Gartenbuch, das die Gestaltung barocker Fürstengärten maßgeblich beeinflusste.

## Herkunft und Ausbildung
André Mollet war der Sohn von Claude Mollet und der Enkel von Jacques Mollet (gestorben um 1608). Über seine Jugendzeit ist wenig bekannt. Er erhielt, wie seine Brüder Jacques (der Jüngere), Noël und Claude (der Jüngere), eine Ausbildung als Gärtner. Maßgeblich dürfte für alle Brüder die Wissensvermittlung durch ihren berühmten Vater gewesen sein, der Gartenintendant des Königs, premier jardinier du Roi („Erster Gärtner des Königs“) war. André Mollet sammelte seine praktischen Erfahrungen in den königlichen Gärten zur Zeit Ludwig XIII., wobei ein Schwerpunkt dem Entwurf und der Gestaltung von Broderieparterres zukam, eines zeitgenössisch modernen Elementes des noch jungen Barockgartens.

## Erste eigene gartenkünstlerische Gestaltungen
André Mollet trat 1633 in die Dienste des niederländischen Statthalters Friedrich Heinrich von Oranien. Er erweiterte für ihn den Garten des Schlosses Honselersdijk bei Delft um zwei Gartenparterres im französischen Stil. Ebenso arbeitete er am im Entstehen begriffenen Lustgarten von Huis ter Nieuburgh in Rijswijk bei Den Haag, der Sommerresidenz des Statthalters. 1635 kehrte Mollet aus den Niederlanden nach Paris zurück. 1641 und 1642 hielt er sich in England auf und arbeitete für die Königin Henrietta Maria insbesondere in den Gärten von Schloss Wimbledon.

## Tätigkeit für Kristina von Schweden
Bereits 1646 hatte André Mollet in Paris mit einem Gesandten des schwedischen Hofes einen Vertrag geschlossen, der ihm die Gestaltung der königlichen Gärten in Stockholm übertrug. Erst im Sommer 1648, nach zahlreichen Vorbereitungen wie dem Pflanzenkauf und der Bereitstellung von Gartengeräten, reiste Mollet nach Stockholm, um den Dienst bei der jungen Königin Kristina anzutreten. Die Einzelheiten der Abmachung mit der Königin sind nicht bekannt, seine Bezahlung war mit der eines Kammerherrn am königlichen Hofe vergleichbar. Schweden hatte als Folge des Dreißigjährigen Krieges seine Stellung in Europa erheblich ausbauen und festigen können.
André Mollets Arbeiten konzentrierten sich auf zwei Gartenanlagen in Stockholm: den alten Kungsträdgården („Königlicher Garten“) und den neuen Humlegården („Hopfengarten“; ursprünglich ein Gemüsegarten). Mollet wurde nicht als herkömmlicher Meistergärtner angesehen, sondern als ein Experte, der die neue, kunstvolle Art der Gartengestaltung im französischen Stil beherrschte: Das Anlegen von reich ornamentierten Gartenparterres, wozu auch die Kunstfertigkeit gehörte, die Muster der gezeichneten Pläne lebensgroß in die Fläche des Gartens zu übertragen. Eine besondere Herausforderung stellten die Einschränkungen dar, die das nordische Klima mit seinen strengen Wintern brachte.
Im Sommer 1653 verließ Mollet Schweden. Die Motive seiner Abreise sind nicht bekannt. Die Betreuung des Kungsträdgården übernahm sein Sohn Jean Mollet (c.1630–1708), der bereits als Assistent seines Vaters gearbeitet hatte; er blieb zeitlebens in Schweden.
Während seines Aufenthalts in Schweden verfasste André Mollet sein Gartenbuch Le jardin de Plaisir. Es enthielt einen Anhang mit Kupferstichen, die verschiedene Broderieformen und Parterregestaltungen zeigten, unter anderem auch zwei Irrgärten. Das Buch wurde 1651 in Stockholm gedruckt, der Text in französischer, deutscher und schwedischer Fassung, dazu dreißig große Kupferstiche; es konnten so drei Buchausgaben angeboten werden. Die deutsche Übersetzung stammte von Gregor Geijer.

## Londoner Zeit
André Mollet kehrte von Schweden nach Frankreich zurück. Über seine Arbeit während dieser Zeit ist nichts bekannt. Spätestens 1658 verließ er Frankreich, um in London die Leitung der Gärten des St James’s Palace zu übernehmen. Sein Auftraggeber war, nach Rückkehr des Landes zur Monarchie, der König Charles II.. Mollet wurde von seinem Neffen Gabriel (gestorben 1603) begleitet, der auch sein Assistent war. Einzelheiten über Mollets gartenkünstlerisches Schaffen in London sind kaum bekannt. Er erarbeitete eine verkürzte englische Ausgabe seines Gartenbuchs, das sich sowohl an den König als auch an die große Zahl adliger Gartenbesitzer in England richtete. Das Buch erschien in London 1670 posthum unter dem Titel The Garden of Pleasure. André Mollet starb in London am 7. Juni 1665, möglicherweise als Opfer der beginnenden Pestepidemie.

## Veröffentlichungen
- Le jardin de plaisir (1651, 1981)
- Der Lust Gartten (1651, 2006; deutsche und schwedische Übersetzung)